# (7948) Whitaker
(7948) Whitaker (1992 HY) – planetoida z grupy pasa głównego asteroid okrążająca Słońce w ciągu 3,82 lat w średniej odległości 2,44 j.a. Odkryta 24 kwietnia 1992 roku.